# Caltagirone Editore
Caltagirone Editore ist ein italienisches Unternehmen mit Sitz in Rom.
Das Medienunternehmen wurde 1999 von Francesco Gaetano Caltagirone gegründet. Zum Unternehmen gehören unter anderem die italienischen Zeitungen  Il Messaggero, Il Mattino,  Il Gazzettino, Leggo, Corriere Adriatico,  Nuovo Quotidiano di Puglia, und das Werbeunternehmen Piemme concessionaria di pubblicità.
Caltagirone Editore ist der zweitgrößte Zeitungsverlag in Italien, wenn man nach der Anzahl der täglichen Leser geht. Vier der größten fünfzehn Zeitschriften werden von diesem Verlag herausgegeben.